# Abadia de Mont des Cats

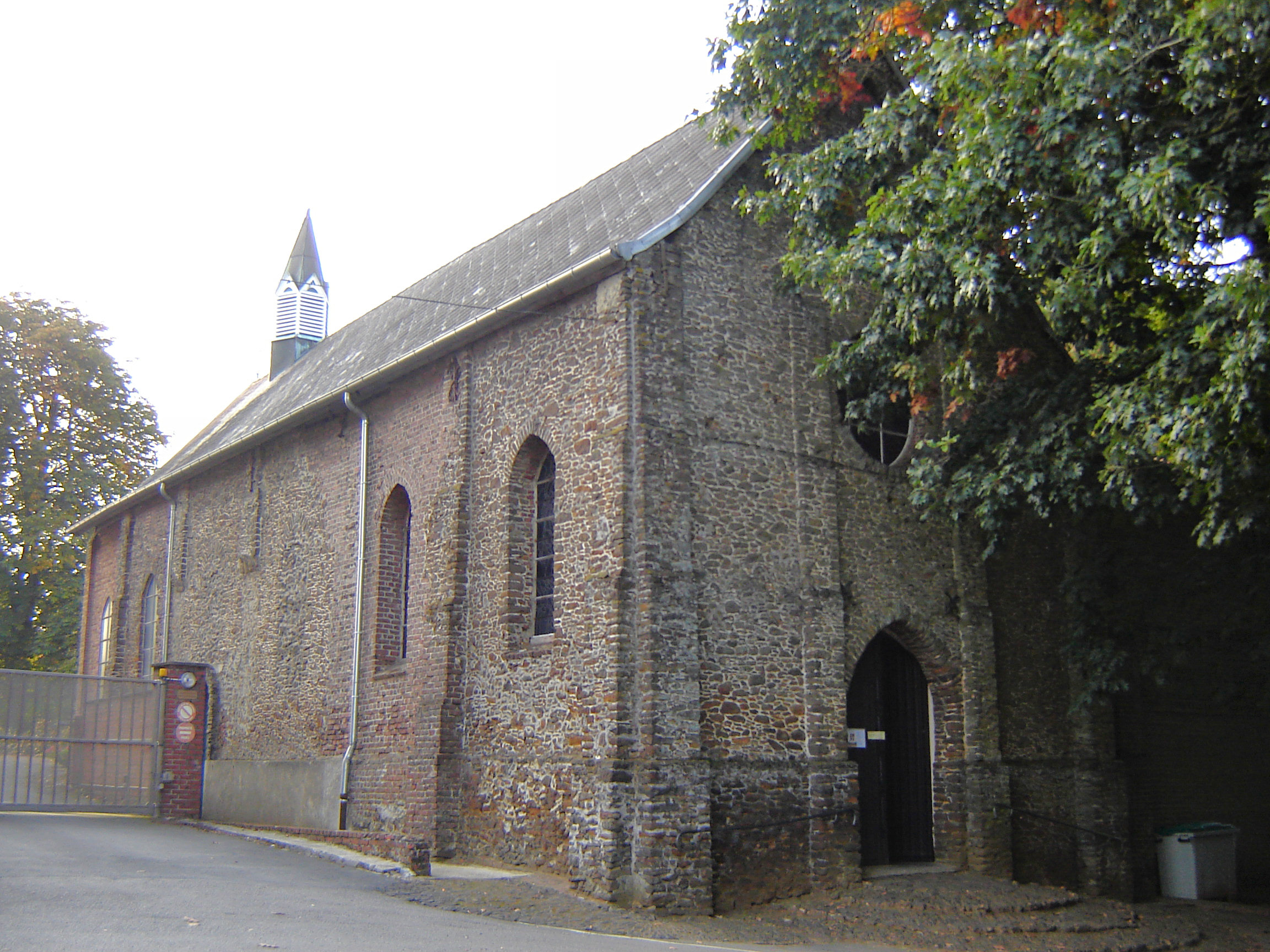
Capella

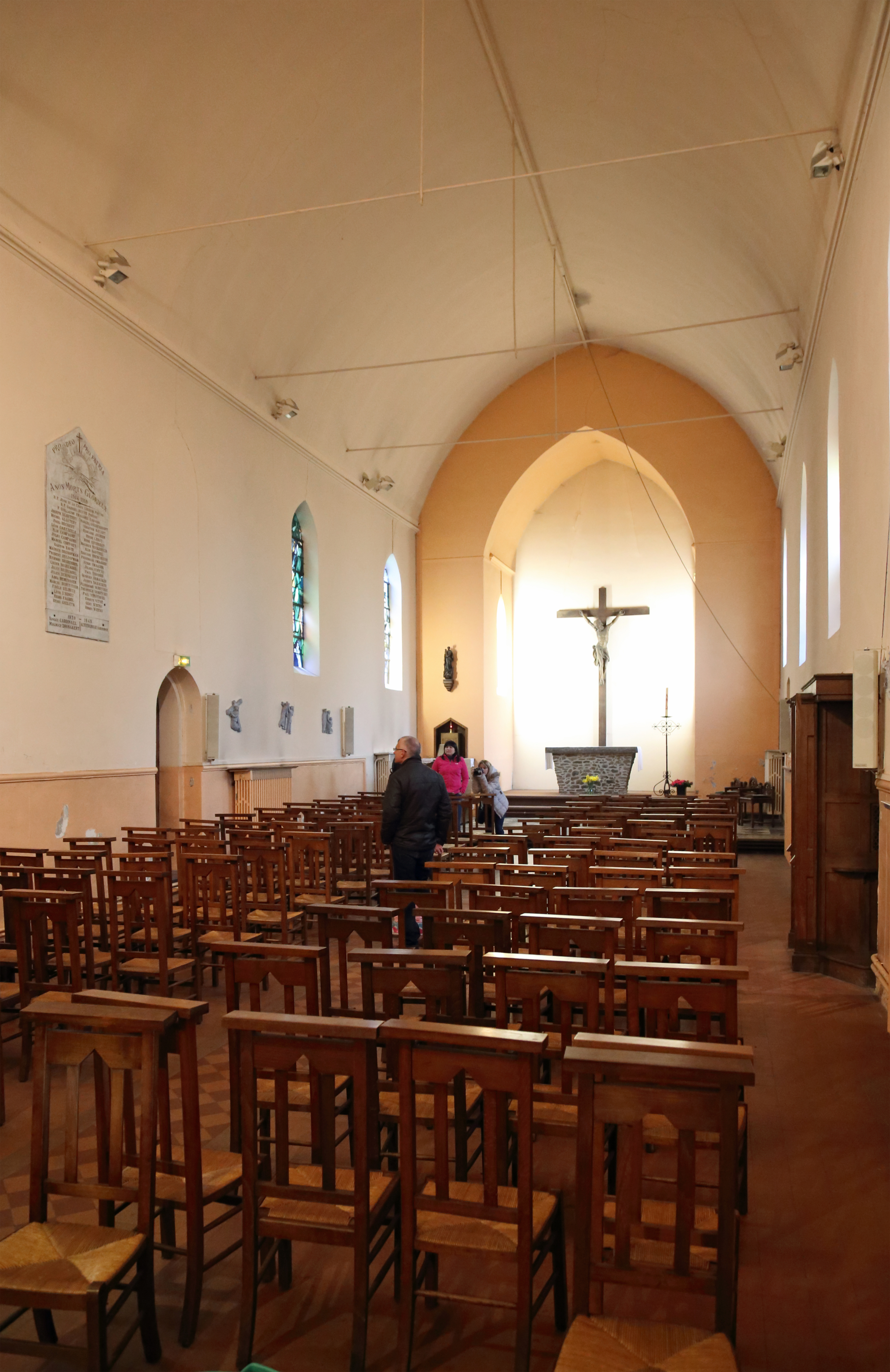
Interior de la capella

L'abadia de Mont des Cats (Abbaye du Mont des Cats en francès) és una abadia cistercenca de monjos trapencs situada en la part superior de Mont des Cats en la comuna de Godewaarsvelde al departament francès del Nord, a la regió Alts de França.

## Història
Cap a l'any 1650 es van establir diversos monjos antonins en el Mont des Cats flamenc, però durant la Revolució Francesa, van ser expulsats i els seus monestir destruït. L'any 1826 van arribar vuit monjos trapencs, enviats per l'abadia du Gard, poc després, anomenada abadia de Sept-Fons, establint-se als edificis que quedaven en peus.
Els primers anys van ser difícils. Els primers dos priors van seguir un a l'altre en ràpida successió. El segon no parlava el flamenc. L'abat de Gard va enviar al tercer prior Van Langendonck per portar el timó.
L'any 1831 va haver-hi un conflicte amb el procurador, Dom, Nil De Hoeke. Va haver-hi un desacord amb l'abadia de Gard, en la distribució de la inversió financera. Van Hoeke creia que no hi havia res millor que l'arbitratge i va cridar a l'arquebisbe de Cambrai, Monsenyor Louis Belmas (1757-1841), que va fer ús de la seva autoritat sobre el monestir. Van Langendonck no estava d'acord, més encara perquè el bisbe sota la revolució francesa havia realitzat el jurament constitucional. La comunitat es va dividir en tres: alguns germans es van quedar en el lloc, en un acord entre els trapencs del nord i el prior Van Hoeke; alguns dels germans van tornar a l'abadia de Gard, d'on venien; alguns dels germans, sota la direcció del rector Langendonck, van fundar un nou monestir a Westvleteren.
En 1847,la pau amb els trapencs del nord es va restaurar i el priorat va obtenir la condició d'abadia el 29 de desembre de 1847.
- 1898, 20 de juny: es produeix la consagració de l'església de l'abadia.
- 1918: l'església i l'abadia resulta danyat.
- 1940: l'església és fortament bombardejada.
- 1950: l'església restaurada va ser consagrada pel nunci Angelo Roncalli, el futur papa Joan XXIII.

El monestir explicava al començament del segle xxi amb més de quaranta monjos.
L'abadia de Mont des Cats ha estat sempre depenent d'altres abadies o fins i tot de les fundacions: la universitat de Tilburg (1880), Frattocchie (1884), Maromby, Belval, Fille-Dieu, Watou (1901-1934); Feluy (1902-1912); Maromby (1958).

## Priores i abats
- Marie-Joseph Matton, prior (26/01/1826 - ?/01/1827)
- Bernardo Valle, prior (?/01/1827 - 09/11/1827)
- François-Marie van Langendonck, prior (09/11/1827 - juny de 1831)
- Nil de Hoeke, prior (juny de 1831 - gener de 1835)
- Désiré la carrera, prior (de gener de 1835 - ?/ ?/1836)
- Augustin Moreau, rector (?/ ?/1836 - ?/02/1838)
- Athanase Itsweire, prior (?/01/1839 - 30/06/1847)
- Dominique Lacaes, primer abat (30/06/1847 - 05/01/1883)
- Sébastien Wyart, segon abat (30/01/1883 - 15/06/1889)
- Jérôme Padre, tercer abat (15/06/1889 - 22/01/1906)
- Bernard Richebé, quart abat (16/02/1906 - 01/03/1919)
- Sébastien Vandermarlière, cinquè abat (23/04/1919 - 07/09/1940)
- Achille Nivesse, prior (13/09/1940 - 15/05/1945) i sisè abat (15/05/1945 - 03/12/1962)
- André Louf, setè abat (10/01/1963 – 14/11/1997)
- Guillaume Jedrzejczak, vuitè abat (18/12/1997 - 20/08/2009)
- Jacques Delesalle, novè abat (prior des de 19/11/2009, fins que va ser triat abat l'11 de desembre de 2010 i va ser nomenat el 8 de gener de 2011).

## Activitats i productes

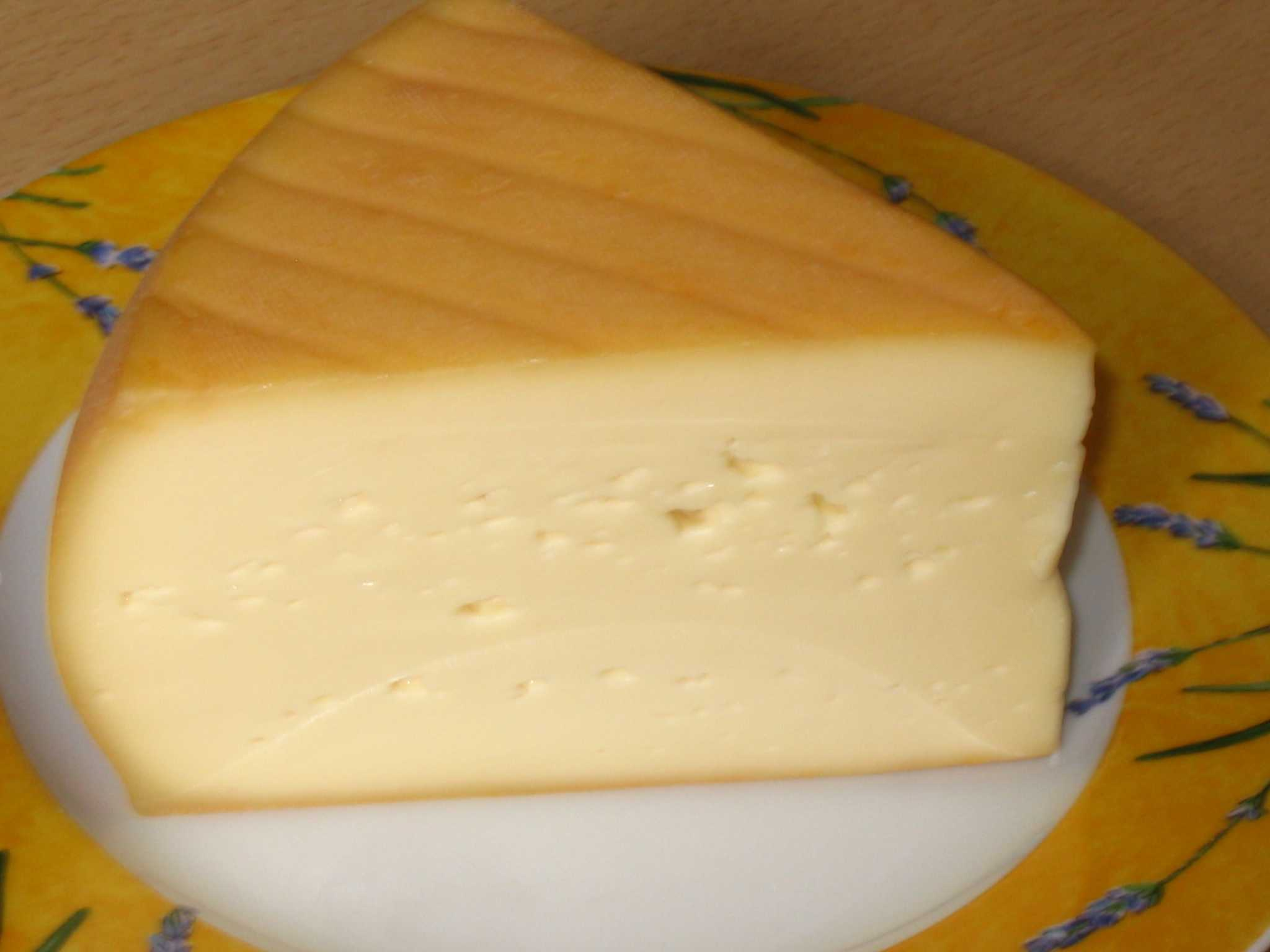
Formatge Mont des Cats.

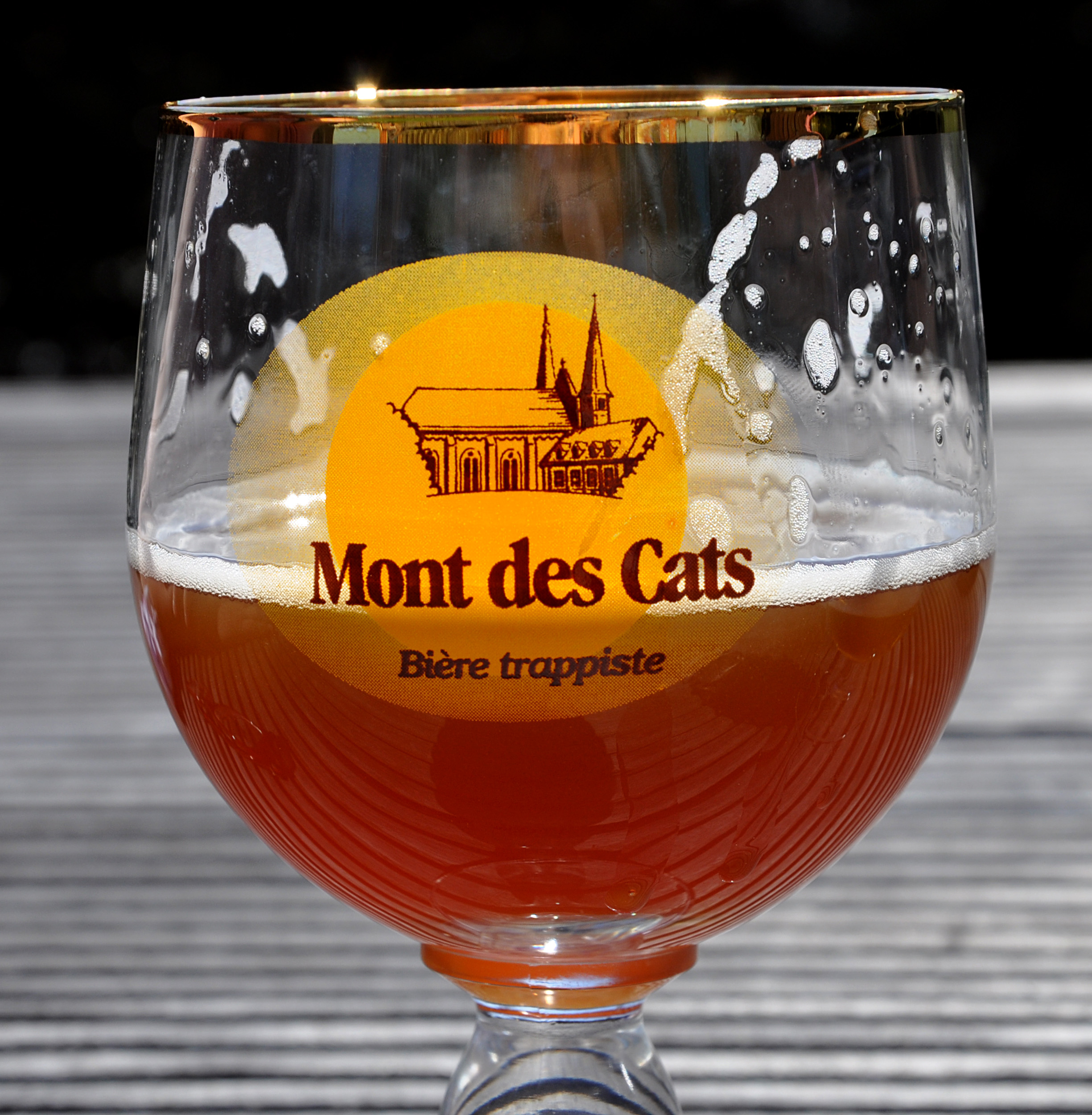
Cervesa trapenca Mont des Cats en la seva copa.

### Formatge
L'abadia produeix en la seva petita formatgeria el Mont des Cats (també anomenat: la Bourle du Mont des Cats), la venda de la qual serveix per sostenir a l'abadia. També produeixen un formatge anomenat Flamay.

### Cervesa
L'any 1847 s'instal·len en l'abadia una forja i una fàbrica de cervesa. Originalment elaborada per al consum personal dels monjos, com tots els trapencs, la seva cervesa fosca és apreciada pels visitants, i així decideixen iniciar la comercialització de la cervesa. La cerveseria va ser modernitzada l'any 1896 i l'any 1900, els 70 monjos trapencs de l'abadia comptaven amb l'ajuda de cinquanta treballadors laics.
Seguint les lleis de 1901 i 1904, una bona part dels monjos es van refugiar a Watou a Bèlgica, en una granja on es va establir una abadia, a la qual van anomenar un Refugi de la catedral de Notre Dame de Sant Bernard, on s'anava a reprendre la seva elaboració de la cervesa de l'activitat i es va crear la cervesa St. Bernardus.
L'any 1905 cessa la producció de cervesa en l'abadia de Mont-des-Cats, i el monestir i la fàbrica de cervesa són totalment destruïts per un bombardeig a l'abril de 1918. La fàbrica de cervesa mai va ser reconstruïda.
El 9 de juny de 2011, l'abadia presenta el Mont-des-Cats com la primera cervesa trapenca "francesa", a pesar que la seva elaboració té lloc en l'Abadia de Scourmont (Chimay). És per aquest fet que no pot portar el segell de l'Associació Internacional Trapenca.

### Edicions de Bellefontaine
Els monjos trapencs de sis abadies es van unir l'any 2008 per recuperar aquesta casa editorial, administrada fins llavors per l'abadia de Bellefontaine, i ara situada en Mont des Cats. A més de les col·leccions existents sobre espiritualitat monàstica i oriental també publica des de juny de 2009, els escrits dels monjos trapencs de Tibhirine, assassinats en 1996.
- A déu per cada dia, i els Altres que esperem, de Christian de Chergé, prior del monestir de Tibhirine.
- Els adoradores en l'alè del germà Christophe Lebreton, el més jove dels monjos assassinat a l'edat de 45 anys
- Germà Christophe Lebreton, monjo de Tibhrine, de Marie-Dominique Minassian
- Altres cinc obres van ser publicades a la tardor de 2009.